# Christopher Langan
Christopher Michael Langan (São Francisco, Califórnia, 25 de março de 1952) é um fazendeiro de cavalos estadunidense e ex-segurança de bar, conhecido por ter obtido alta pontuação em um teste de QI que lhe rendeu entrada em uma sociedade de alto QI, e por ter sido listado anteriormente na seção de alto QI do Guinness Book of Records sob o pseudônimo de Eric Hart, ao lado de Marilyn vos Savant e Keith Raniere. O recorde foi descontinuado em 1990, pois altos QIs são considerados muito pouco confiáveis para serem documentados como recordes mundiais. Langan foi mais tarde um assunto do livro de Malcolm Gladwell, Outliers: The Story of Success (2008), no qual o jornalista procurou entender por que o alto QI de Langan não o levou a um maior sucesso na vida. O livro o comparou com Robert Oppenheimer e se concentrou em seus respectivos ambientes.
Langan passou muitos anos trabalhando em uma hipótese de que a realidade é uma autosimulação. Ele chama a teoria de Modelo Cognitivo-Teórico do Universo (CTMU). A tese é autopublicada e Langan não tem qualificações acadêmicas, tendo abandonado a faculdade duas vezes. Ele foi entrevistado e autopublicou suas opiniões sobre vários assuntos, incluindo sua crença na eugenia para prevenir a degradação genética em um mundo tecnológico, oposição a relacionamentos inter-raciais, o 9/11 Truth Movement e outras teorias da conspiração que lhe renderam seguidores entre a alt-right.

## Biografia
Langan nasceu em 1952 em São Francisco, Califórnia. Sua mãe, Mary Langan-Hansen (nascida Chappelle, 1932–2014), era filha de um rico executivo de transporte, mas foi cortada de sua família. O pai biológico de Langan foi embora antes de ele nascer, e dizem que morreu no México. A mãe de Langan se casou mais três vezes, e teve um filho de cada marido. Seu segundo marido foi assassinado, e seu terceiro se matou. Langan cresceu com o quarto marido Jack Langan, que foi descrito como um "jornalista fracassado" que usava um chicote como medida disciplinar e saía para beber, desaparecendo de casa, trancando os armários da cozinha para que os quatro meninos não pudessem pegar a comida neles. A família era muito pobre; Langan lembra que todos eles tinham apenas um conjunto de roupas cada. A família se mudou, vivendo por um tempo em uma tenda em uma reserva indígena, depois mais tarde em Virginia City, Nevada. Quando as crianças estavam na escola primária, a família mudou-se para Bozeman, Montana, onde Langan passou a maior parte da infância.
Langan cursou o ensino médio, mas passou seus últimos anos envolvido principalmente em estudos independentes. Ele fez isso depois que seus professores negaram seu pedido por material mais desafiador. De acordo com Langan, ele começou a aprender sozinho "matemática avançada, física, filosofia, latim e grego". Ele obteve uma pontuação perfeita no SAT, apesar de tirar um cochilo durante o teste.
Langan recebeu duas bolsas integrais, uma para o Reed College em Oregon e a outra para a Universidade de Chicago. Ele escolheu a primeira, que mais tarde chamou de "um grande erro". Ele teve um "verdadeiro caso de choque cultural" no ambiente urbano desconhecido. Ele explicou que em seu primeiro semestre obteve todas as notas A, mas que perdeu sua bolsa depois que sua mãe não enviou as informações financeiras necessárias. Langan desistiu antes dos exames finais em seu segundo semestre e recebeu todas as notas F.
Langan retornou a Bozeman e trabalhou como bombeiro florestal por 18 meses antes de se matricular na Universidade Estadual de Montana–Bozeman.  Diante de problemas financeiros e de transporte, e acreditando que poderia ensinar mais aos seus professores do que eles poderiam lhe ensinar, ele desistiu. Ele assumiu uma série de empregos intensivos em mão de obra por algum tempo, e em meados dos seus 40 anos foi um trabalhador da construção civil, cowboy, guarda florestal, trabalhador rural e, por mais de vinte anos, um segurança em Long Island. Ele também trabalhou para a empresa de tecnologia Virtual Logistix.
Ao comparar a falta de sucesso acadêmico e de vida de Langan com os sucessos de Robert Oppenheimer, o jornalista Malcolm Gladwell, em seu livro Outliers de 2008, aponta para a formação e as habilidades sociais dos dois homens. Oppenheimer foi criado em um ambiente cosmopolita rico, e Gladwell argumenta que tal ambiente deu ajuda ao longo do caminho e permitiu que Oppenheimer ganhasse uma habilidade social que Langan não tinha, e o impediu de progredir academicamente. Ele teve pouca ou nenhuma orientação de seus pais ou professores, e nunca desenvolveu as habilidades sociais necessárias para lidar e superar seus desafios.
Em 1999, Langan e outros formaram uma corporação sem fins lucrativos chamada Mega Foundation para aqueles com QI de 164 ou mais. Ele entrou em litígio com a Mega Society sobre o uso de seu nome, Mega Society East, e sua publicação de um periódico também chamado Noesis. Ele foi obrigado a cessar o uso do nome Mega Society East, mas manteve o controle dos nomes de domínio da Mega Foundation. Sob os auspícios da Mega Foundation, ele fez parte da Sociedade de Amigos da Sociedade Internacional para Complexidade, Informação e Design (ISCID), uma organização de defesa do design inteligente, até sua dissolução.
Em 2008, ele apareceu no game show 1 vs. 100 e ganhou $ 250.000. Ele usou os lucros para comprar uma fazenda de cavalos no Missouri, onde agora mora com sua esposa Gina (nascida LoSasso), uma neuropsicóloga clínica.

## Teste de QI

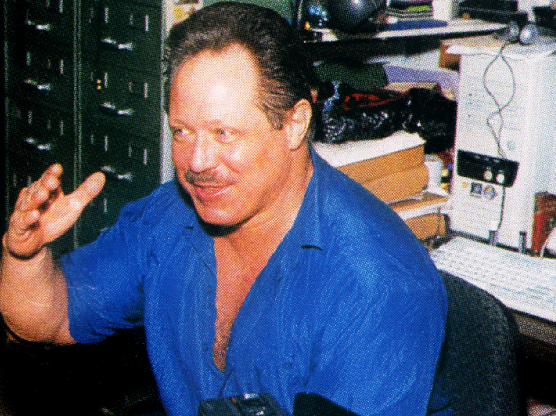
Chris Langan

Em 1986, Langan fez um teste de QI, o Mega Test, sob o pseudônimo de Eric Hart, sua pontuação o admitiu como membro do Hoeflin Research Group, que mais tarde se tornaria a Mega Society. Ele continuou a usar esse pseudônimo por algum tempo em sua filiação à Mega Society, e foi listado no Guinness Book of Records junto com Marilyn vos Savant e Keith Raniere como uma das três pessoas a ter uma pontuação tão alta no teste.  Mais tarde, descobriu-se que Langan, entre outros, havia feito o Mega Test mais de uma vez usando um pseudônimo. Sua primeira pontuação no teste, sob o nome de Langan, foi de 42 de 48 e sua segunda tentativa, como Hart, foi de 47. O Mega Test foi projetado para ser feito apenas uma vez. A filiação à Mega Society era para aqueles com pontuações de 43 ou mais. Uma pontuação de 42 no Mega Test foi originalmente projetada para produzir um valor de QI previsto de 173-174, embora dados analisados de participantes do teste tenham levado a uma renormação disso e a uma faixa de 163-174. Trabalhos posteriores de renormação sugeriram que a faixa pode ser de 159-169.
A Mensa, a sociedade de alto QI, nunca aceitou pontuações do Mega Test para entrada na sociedade. O teste de QI na cauda da distribuição normal foi criticado por ser duvidoso, pois não há casos normativos suficientes nos quais basear uma classificação estatisticamente justificada. O Mega Test, entre outros testes de QI, foi criticado por confundir conhecimento de domínio específico com inteligência generalizada, embora "a maioria dos psicólogos possa concordar que eles medem algo valioso."
A tentativa do Mega Test de medir alto QI na cauda da distribuição normal foi avaliada academicamente. Embora seja uma tentativa inovadora de criar um teste que avaliaria QI muito alto, a natureza do teste — autoadministrado sem limite de tempo, que foi escolhido por razões pragmáticas — não necessariamente mediria inteligência geral, mas poderia medir desenvoltura ou algum outro fator. A frequente renormação do teste por seu autor não era padrão, mas também inovadora. No entanto, continha falhas estatísticas bem conhecidas, como autoseleção da amostra. A análise não pôde, portanto, validar as conclusões. Tentativas de extrair discriminação no centésimo ou milésimo percentil foram claramente sobrepujadas pelo erro padrão do teste, dado que havia apenas 48 questões. As questões também foram criticadas por serem estruturadas com sensibilidade insuficiente para a detecção de conhecimento, por causa do formato de questão usado. O teste foi, portanto, descrito não tanto como um processamento numérico, mas como "nada menos que pulverização numérica".
Em 1990, o Guinness Book of Records retirou a lista dos QIs mais altos, considerando que pontuações altas de QI eram pouco confiáveis para serem documentadas.

## Modelo Cognitivo-Teórico do Universo
Langan desenvolveu uma hipótese que ele chama de "Modelo Cognitivo-Teórico do Universo" (CTMU) que ele afirma "explicar a conexão entre mente e realidade, portanto a presença de cognição e universo na mesma frase". Ele autopublicou um livro sobre essa teoria em 2002. Ele se refere a essa tese como "uma verdadeira 'teoria de tudo', um cruzamento entre o 'Universo Participativo' de John Archibald Wheeler e a teoria cosmológica do 'Tempo Imaginário' de Stephen Hawking," adicionalmente argumentando que com o CTMU ele "pode provar a existência de deus, a alma e uma vida após a morte, usando matemática."
A tese de Langan é uma forma de idealismo ontológico, e uma forma particular de idealismo conhecida como panpsiquismo. É uma síntese de três ideias:
1. a realidade é feita de informação na forma de linguagem: uma gramática sintática que existe em si mesma;
2. a realidade é transtemporal: coisas de uma época podem influenciar coisas de outras épocas; e
3. a realidade, sendo uma autosimulação, contém um substrato dessa informação, uma panconsciência que emerge de dentro - isto é, do próprio criador ou simulador.[15]

O conceito do universo como uma auto-simulação não é novo. David Finkelstein introduziu a formulação moderna em The Space–Time Code (1969).

## Visões pessoais
Langan falou sobre suas visões pessoais e políticas em uma série de entrevistas e publicou suas visões sobre vários assuntos no livro FAQs About Reality (2021). Questionado sobre o que faria se estivesse no comando, Langan afirmou que sua primeira prioridade seria criar um projeto "antidisgenia" e impediria as pessoas de "se reproduzirem tão incontinentemente quanto quisessem". Ele argumenta que isso seria praticar "higiene genética para prevenir a degradação genômica e reverter a evolução" devido aos avanços tecnológicos que suspendem o processo de seleção natural.
O apoio de Langan às teorias da conspiração, incluindo o 9/11 Truth Movement, bem como sua oposição aos relacionamentos interraciais, contribuíram para que ele ganhasse seguidores entre os membros da alt-right e outros da extrema direita. Langan afirmou que o governo George W. Bush encenou os ataques de 11 de setembro para distrair o público de aprender sobre o CTMU. Jornalistas descreveram algumas das postagens de Langan na Internet como contendo antissemitismo "mal disfarçado" e fazendo "apitos de cachorro" antissemitas.
Em 2020, Langan endossou Donald Trump para presidente dos Estados Unidos.